# Volenice (okres Příbram)
Volenice (německy Wolenitz, také Velenice) jsou obec v okrese Příbram ve Středočeském kraji, asi 18 km jihozápadně od Příbrami. Žije zde 372 obyvatel.

## Historie
První písemná zmínka o obci pochází z roku 1484. Obec příslušela k březnickému panství již od roku 1506. V roce 1586 zde bylo 8 gruntů a 1 chalupa. V roce 1654 zde bylo 7 starých gruntů, 1 zkažený grunt a 3 domky. V roce 1770 zde bylo 30 čísel. V roce 1913 zde bydlelo 268 obyvatel v 52 domech. Farně obec náležela k Bubovicím. V roce 1911 téměř celá obec vyhořela.

## Obecní správa

### Části obce
- Bubovice (k. ú. Bubovice u Březnice)
- Nouzov (k. ú. Volenice u Březnice)
- Pročevily (k. ú. Pročevily)
- Volenice (k. ú. Volenice u Březnice)

K obci patří také samoty a osady Na Cihelně, Na Drahách, Sušárna a Zliv.
Sousedními obcemi sídla jsou Vševily, Hlubyně, Hudčice, Březnice a Hvožďany.

### Územněsprávní začlenění
Dějiny územněsprávního začleňování zahrnují období od roku 1850 do současnosti. V chronologickém přehledu je uvedena územně administrativní příslušnost obce v roce, kdy ke změně došlo:
- 1850 země česká, kraj Plzeň, politický i soudní okres Březnice[5]
- 1855 země česká, kraj Písek, soudní okres Březnice
- 1868 země česká, politický okres Blatná, soudní okres Březnice
- 1939 země česká, Oberlandrat Klatovy, politický okres Blatná, soudní okres Březnice[6]
- 1942 země česká, Oberlandrat Plzeň, politický okres Strakonice, soudní okres Březnice[7]
- 1945 země česká, správní okres Blatná, soudní okres Březnice[8]
- 1949 Plzeňský kraj, okres Blatná[9]
- 1960 Středočeský kraj, okres Příbram
- 2003 Středočeský kraj, okres Příbram, obec s rozšířenou působností Příbram

### Členství ve sdruženích
Volenice jsou členem ve svazku obcí Mikroregion Třemšín, který vznikl v roce 2000 s cílem celkového rozvoje regionu. Také je členem MAS Podbrdsko z.s, jehož cílem  je rozvíjet venkovský region za pomoci dotací ze Strukturálních fondů EU z národních Operačních programů a dalších zdrojů.

## Obyvatelstvo
Počet obyvatel Volenic má od začátků sčítání obyvatel převážně sestupnou tendenci. Nejvíce obyvatel (284) zde žilo při s čítání obyvatel v roce 1901. Nejvýraznější úbytek obyvatel byl zaznamenán v roce 1950, kdy oproti roku 1930 ubylo 71 obyvatel. Nejmenší počet obyvatel (122) byl zaznamenán v roce 2001. Vývoj počtu obyvatel a sčítání domů je uveden v tabulce:
| Rok                   | 1869 | 1880 | 1890 | 1900 | 1910 | 1921 | 1930 | 1950 | 1961 | 1970 | 1980 | 1991 | 2001 | 2011 |
| --------------------- | ---- | ---- | ---- | ---- | ---- | ---- | ---- | ---- | ---- | ---- | ---- | ---- | ---- | ---- |
| Počet obyvatel        | 279  | 272  | 270  | 284  | 268  | 275  | 257  | 186  | 209  | 189  | 153  | 138  | 122  | 127  |
| Rozdíl počtu obyvatel | –    | –7   | –2   | +14  | –16  | +7   | –18  | –71  | +23  | –20  | –36  | –15  | –16  | +5   |
|                       |      |      |      |      |      |      |      |      |      |      |      |      |      |      |
| Počet domů            | 42   | 51   | 53   | 52   | 52   | 52   | 52   | 50   | –    | 50   | 43   | 56   | 57   | 59   |
| Rozdíl počtu domů     | –    | +9   | +2   | 0    | 0    | 0    | 0    | –2   | –    | 0    | –7   | +13  | +1   | +2   |

## Společnost

### Rok 1932
V obci Bubovice (přísl. Zliv, 363 obyvatel, katol. kostel, samostatná obec se později stala součástí Volenic) byly v roce 1932 evidovány tyto živnosti a obchody: hostince, kolář, kovář, řezník, obchod se smíšeným zbožím, trafika, truhlář, velkostatek.

### Školství
Před rokem 1816 chodily děti z Volenic do Nouzova, kde učil švec Václav Cibulka. Ten se v roce 1823 stal prvním učitelem v nové škole v Bubovicích. V roce 1834 se obce Vševily, Pročevily, Bezděkov a Volenice dohodly na výstavbě školy v Pročevilech, poblíž kostela svaté Barbory. Jednotřídní škola byla postavena v roce 1835. Prvním učitelem byl ustanoven Karel Sedláček, který zde působil plných třicet pět let do roku 1870. Roku 1876 se stala škola dvoutřídní. V roce 1913 chodily do pročevilské školy děti z Pročevil, Volenic, Vševil a ze samot Nouzova, Cihelny, Na Drahách a Lesních Chalup. Celkem se jednalo o 145 dětí – 70 chlapců a 75 dívek. Roku 1966 se škola stala opět jednotřídní, kvůli malému počtu žáků. Pročevilská škola skončila 30. června 1976, kdy se s ní rozloučili poslední žáci. Poté volenické děti začaly chodit do školy v Březnici.

## Hospodářství
V obci sídlí firma UBRD, která vyrábí dřevěné kuchyňské doplňky, které získaly několik mezinárodních ocenění za design. Jedno z oceněných kuchyňských prkének má ve svých sbírkách Podbrdské muzeum v expozici regionálních řemesel.

## Doprava

### Dopravní síť
Do obce vede silnice III. třídy. Okolo obce vede silnice II/176 Březnice – Hvožďany – Starý Smolivec. 

### Autobusová doprava 2024
Autobusovou dopravu v obci Volenice zajišťuje společnost Arriva Střední Čechy. Obec je součástí Pražské integrované dopravy (PID). Pod obec spadají zastávky Volenice, Volenice,Bubovice, Volevice,Bubovice,Zliv, Volenice,Pročevily a Volenice,Pročevily,Na Drahách. V Nouzově se autobusová zastávka nenachází. Obec obsluhuje autobusová linka 524 a Bubovice linka 496. Autobusová linka 496 zajišťuje spojení mezi Březnicí, Bubovicemi, Hudčicemi, Koupí, Bělčicemi a Blatnou.

### Železniční doprava 2024
Územím obce prochází jednokolejná regionální železniční trať 203 Březnice–Strakonice, která byla uvedena do provozu v roce 1899. Nejbližší železniční stanicí je Březnice a směrem do Strakonic je to železniční zastávka Hudčice.